# Grazer Zeitkunst
Als „Grazer Zeitkunst“ wird die erste intensive Bewegung der Modernen Kunst vor dem Ersten Weltkrieg in Graz bezeichnet. Bereits um 1900 formierten sich Künstler zu einer regen avantgardistischen Kunstszene. Der Begriff wurde durch ein seit 2007 bestehendes Forschungsprojekt am Institut für Kunstgeschichte an der Karl-Franzens-Universität in Graz geprägt.

## Geschichte
Bereits 1899 stellte Hermann Bahr fest: „Es regt sich in den Provinzen“. Um 1900 fanden im Grazer Kunstleben zahlreiche Modernisierungsmaßnahmen und Umstrukturierungen statt. Der Steiermärkische Kunstverein orientierte sich neu und wurde ab 1900 von Wilhelm Gurlitt geleitet. Josef Strzygowski gründete die Kunsthistorische Gesellschaft Graz als Bindeglied zwischen Universität und Öffentlichkeit. Das Landesmuseum Joanneum wurde umstrukturiert, und auch die Zeichenakademie in Graz erfuhr eine Modernisierung mit einer Meisterklasse für Malerei unter der Leitung von Alfred Schrötter von Kristelli. Im September 1900 wurde auf die Initiative von Wilhelm Gurlitt der Künstler Paul Schad-Rossa nach Graz berufen, um die modernen Bestrebungen in Graz zu stärken. Er gründete eine Kunstschule und den Grazer Künstlerbund und gab die Kunstzeitschrift Grazer Kunst heraus. 1900 wurde auch der Steiermärkische Kunstverein (ab 1918 Genossenschaft Bildender Künstler) gegründet.
Zahlreiche Ausstellungen, Vorträge und Veranstaltungen zielten darauf ab, Kunst und Kultur in der Steiermark zu erneuern und zu beleben. Es wurde eine authentische und zeitgemäße Kunstauffassung gefordert, die sich vom Historismus lösen sollte. Gefordert wurde – wie der Begriff der Zeitkunst nahelegt – eine Kunst, die in ihrer Zeit wurzelte.

„So stellt sich mir das Stückchen moderner Kunstbewegung dar, das ich in dieser Stadt erlebt habe. [...] Möglich und hoffentlich, dass die Zeitkunst noch manche andere Wirbel und Kreise in unseren Gewässern entstehen liess [...]. Diejenigen, welche aus echter, wenn auch oft verdächtiger Kunst- und Heimatliebe und, wie sie glauben, im Dienste höherer Entwicklungsmächte die Blasebälge bedienen halfen, können nun wieder in den Hintergrund treten, da die beschworenen Kräfte zu spielen und Taten und Werke ans Licht zu fördern beginnen. [...] Unabweisbar entsteht in diesem zugleich zukunftsfrohen und rückschauenden Augenblicke der Wunsch, dem Einen öffentlich Dank zu sagen, der als frühester und vorderster, armschnellster und zähester Streiter in fast allen Kämpfen die treibende Kraft war, dem Manne, der mit der Professur für classiche Archäologie die wärmste Liebe für lebendige Kunst in einem Klang zu stimmen weiss: Wilhelm Gurlitt.“

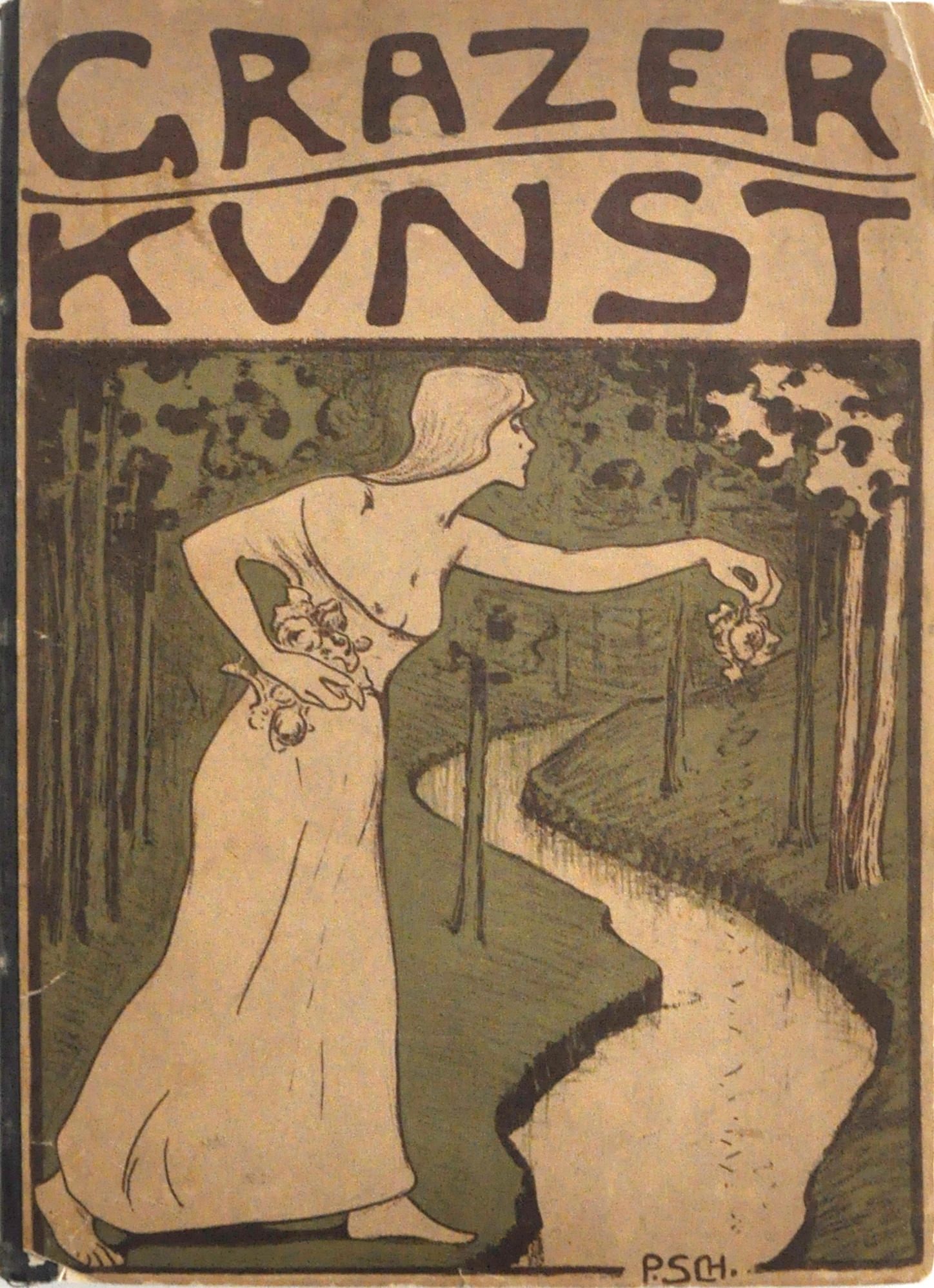
Titelblatt der Kunstzeitschrift Grazer Kunst, 1901.

Die Grazer Zeitkunst polarisierte mit ihrer modernen Auffassung. Vor allem die Plakate im öffentlichen Raum verärgerten das traditionsverhaftete Grazer Publikum. Die Neuerungen in Kunst und Kultur brachen einen heftigen Diskurs los.
Zu den mitwirkenden Künstlern zählten unter anderem Marie Baselli, Victor Bauer, Hans Brandstetter, Norbertine Bresslern-Roth, Georg Brucks, Elfriede Coltelli, Bela Conrad, Constantin Damianos, Marie Egner, Marta Fossel, Leo Grimm, Wilhelm Gösser, Daniel Pauluzzi, Emmy Hiessleitner-Singer, Erich Hönig von Hönigsberg, Franz Hofer, Franz Gruber-Gleichenberg, Axl Leskoschek, Karl Mader, Daniel Pauluzzi, Pipo Peteln, Ludwig Presuhn, Paul Schad-Rossa, Paul Schmidtbauer, Alfred Schrötter-Kristelli, Fritz Silberbauer, Konrad Supanchich, Magarete Supprian, Georg Winkler, Ferdinand Wüst und Franz Zerlacher.
Mit dem zunehmenden Trend zur Heimat klang die Moderne Kunst in der Steiermark vorerst um 1908 wieder ab, erlebte aber in der Zwischenkriegszeit eine neue Blüte, unter anderem mit der Gründung der Sezession Graz.

## Forschung
Am Institut für Kunstgeschichte an der Karl-Franzens-Universität in Graz widmet sich ein Forschungsprojekt der Forschungsstelle Kunstgeschichte Steiermark seit 2007 der, in Vergessenheit geratenen, Grazer Zeitkunst um 1900.

## Ausstellungen
Im Herbst 2014 (7. November 2014 bis 22. Jänner 2015) greift die Neue Galerie Graz am Universalmuseum Joanneum in Graz das Thema in der Ausstellung „Aufbruch in die Moderne? Paul Schad-Rossa und die Kunst in Graz“ auf. Die Ausstellung gibt einen Überblick über das wiederentdeckte Gesamtwerk Schad-Rossas und stellt es Arbeiten steirischer Künstler in den Medien der Malerei, Skulptur, Grafik, Fotografie und Plakatkunst aus der Zeit um 1900 bis in die 1920er-Jahre gegenüber. Es werden viele neue, wieder entdeckte Werke präsentiert. Die Ausstellung zeigt auf, wie lange Symbolismus und Jugendstil hier abseits der Metropole Wien weiterlebten und stellt die Frage, inwieweit die Neuerungen von damals einen Aufbruch in die Moderne bedeuteten.